# Julius Buchholz (Unternehmen)

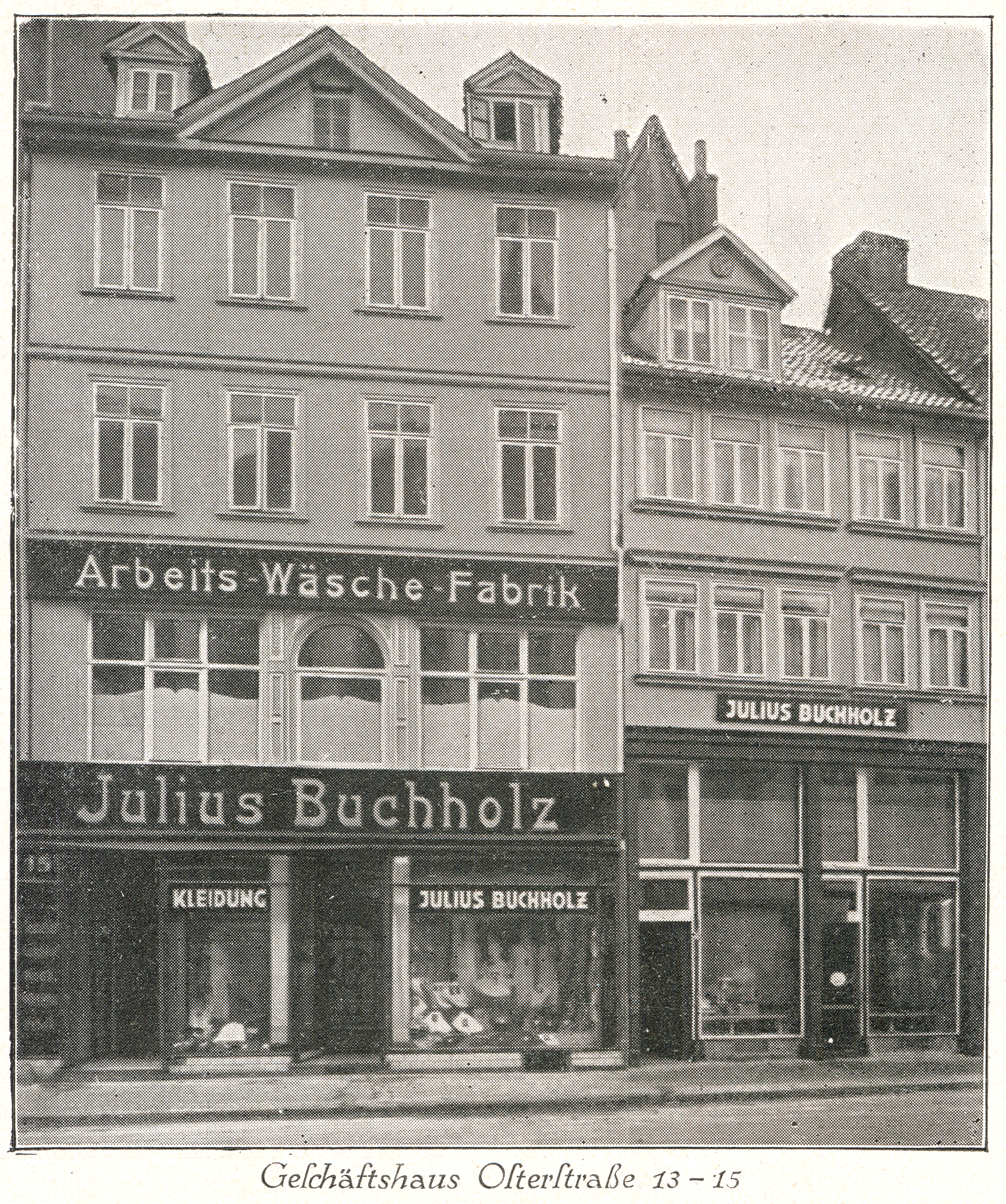
Die beiden 1906 zusammengezogenen Altbauten der „Arbeits-Wäsche-Fabrik Julius Buchholz“ in der Osterstraße 13–15 in Hannover

Julius Buchholz war der Name einer im 19. Jahrhundert in Hannover gegründeten Berufswäsche-Fabrik sowie des ersten Versandhauses für Fleischerei-Bedarfsartikel in Deutschland. Die Firma meldete zudem Erfindungen etwa aus dem Bereich Maschinen zum Patent an. Der aus jüdischer Familie stammende Namensgeber des Unternehmens wurde während der Novemberpogrome 1938 ein Opfer der Judenverfolgung.
Einer der Mitbewerber des Unternehmens war die ebenfalls in Hannover angesiedelte, jedoch ältere Fleischerwäschefabrik Victor Buchholz.

## Geschichte
In der Gründerzeit des Deutschen Kaiserreichs eröffnete der Kaufmann Julius Buchholz (geboren 1861) am 1. März 1887 in Hannover unter der – damaligen – Adresse Osterstraße 12 ein Geschäft zum Direktverkauf von Fleischereibedarf sowie zur Herstellung von Fleischer-Berufswäsche. Für die Standortwahl war die seinerzeitige direkte Nachbarschaft der Herberge der Fleischer-Gesellen maßgeblich, durch die auch das anfängliche Waren-Sortiment bestimmend war.
Schon nach wenigen Jahren überwog der Versandhandel das Platzgeschäft. Nachdem das Unternehmen 1894 zunächst in das Haus Osterstraße 13 verlegt worden war, konnte 1906 das Gebäude mit der Hausnummer 15 einbezogen werden, wodurch sich die genutzte Fläche noch einmal verdreifachen ließ.
Unterdessen hatte Julius Buchholz am 30. April 1898 seine Erfindung „Eisauflagerboden für Kühlräume“ unter der Nummer DRP 103648 zum Patent angemeldet. Nur wenige Jahre später wurde seine am 16. Dezember 1912 eingereichte Erfindung einer „Würfelschneidemaschine zum Zerschneiden von fettem und durchwachsenem Speck“ vom Reichspatentamt mit der Nummer B 33246 gewürdigt.
Bis zum Ausbruch des Ersten Weltkrieges war das Unternehmen zu den führenden seiner Branche aufgestiegen: Bis 1914 hatte die Firma Julius Buchholz, Berufswäschefabrik, die unterdessen Arbeitskleidung für den Bedarf sämtlicher Berufsgruppen produzierte, in die Tausende gehende direkte Abnehmer sowie Wiederverkäufer im gesamten Deutschen Reich, exportierte aber auch ins Ausland.
Durch den Krieg, durch den der Großteil der Verbraucher zu den Waffen gerufen worden war, sowie durch die zu Beginn der Weimarer Republik einsetzende deutsche Hyperinflation brach der Umsatz des Unternehmens auf Jahre erheblich ein. In dieser Zeit findet sich für das Jahr 1918 die Berufung von Julius Buchholz zum Geschäftsführer der seinerzeit ebenfalls in Hannover angesiedelten Concordia Erdölges. mbH.

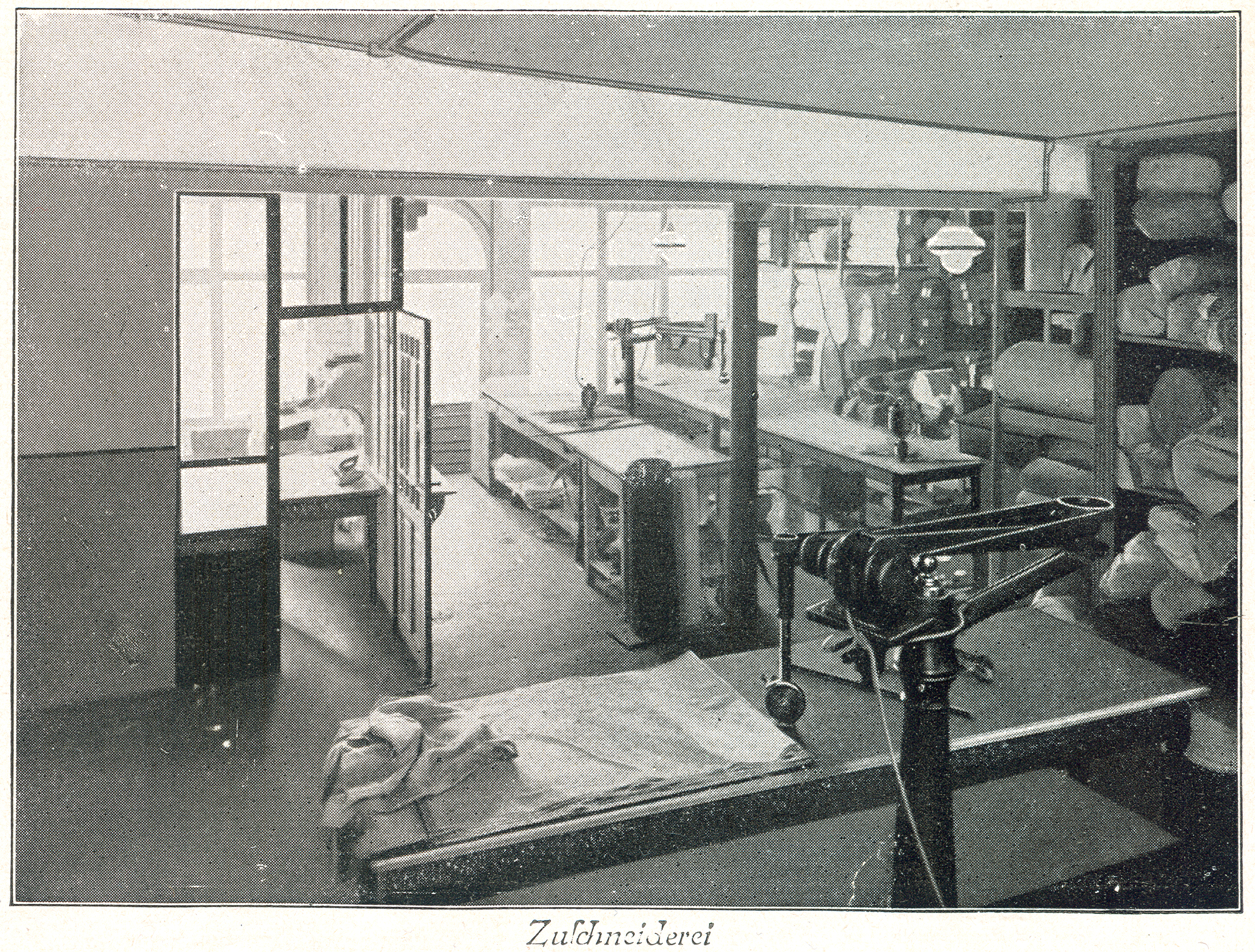
Blick durch die „Zuschneiderei“

Erst nach der Einführung der Reichsmark stieg das Unternehmen nicht nur zum größten hannoverschen Spezialgeschäft für Berufswäsche jeder Art auf, sondern konnte deutschlandweit wieder in seine frühere Branchenstellung und darüber hinaus gelangen.
Unter Ausschaltung des Zwischenhandels bezog die Firma ihre Stoffe erster Qualität direkt von Groß-Webereien, rüstete selbst aus und produzierte mit eigenen Maschinen auf dem jeweils neuesten Stand. Zum 40. Gründungsjubiläum war der Firmengründer Julius Buchholz noch immer Alleininhaber des Unternehmens.
Nach der Machtergreifung durch die Nationalsozialisten fand sich das Unternehmen laut dem Adressbuch der Stadt Hannover von 1934 weiterhin in der Osterstraße 13–15, während der Fabrikant seinerzeit unter der privaten Adresse Friesenstraße 19 II zu finden war.
1938 hatte Julius Buchholz seinen privaten Wohnsitz in der Hohenzollernstraße 34. Während der Pogrome gegen Juden in Hannover vom Morgen des 10. bis zum Morgen des 11. November des Jahres wurde der Kaufmann und Fabrikant im Polizeigefängnis oder in der Turnhalle der Polizeidirektion der ehemaligen Kriegsschule inhaftiert.

## Schriften (Auswahl)
- Julius Buchholz. Fleischer-Wäsche-Fabrik, Katalog mit 20 Seiten, 1896[8]